# Jerónimo Salas
Pour les articles homonymes, voir Salas.
Jerónimo Salas, né le 24 mars 1988 à Olvera (Cadix, Andalousie), est un acteur de théâtre, de télévision et de cinéma espagnol. 

## Biographie
Il est sans doute connu pour son rôle d'Iñaki dans Eva y kolegas ou celui de Nacho dans Pendiente de título.
Il est protagoniste dans plusieurs séries diffusées sur Internet et membre de la compagnie de théâtre Perro de Madrid.

## Filmographie

### Cinéma
- 2009 : Escrito en las estrellas : Dillan
- 2011 : Los ojos de Laia
- 2012 : Sesión 1.16 : Fernando
- 2012 : Nova. LittleSecretFilm : Dani
- 2013 : Un dios prohibido de Pablo Moreno : Faustino Pérez
- 2016 : Ignace de Loyola de Paolo Dy : Caceres
- 2017 : Le Réseau de la liberté (Red de libertad) de Pablo Moreno : Boris
- 2020 : 75 días de Marc Romero : Chema, fonctionnaire de la prison
- 2020 : Saint Antoine-Marie Claret (Claret) de Pablo Moreno et Claudia Zie : habitant de Cadix
- 2022 : Petra de San José de Pablo Moreno : Padre Coca

### Séries télévisées
- 2008 : Eva y kolegas : Iñaki
- 2008-2011 : Pendiente de título : Nacho
- 2012 : Cien calabazas : Tony
- 2014 : Le Secret (El secreto de Puente Viejo), série télévisée d'Aurora Guerra, 7 épisodes (921-923, 926-929) : Plácido.
- 2019 : The Heritage Project: The Lost Legacy Reclamed : Saint Augustin
- 2020 : Veneno, série télévisée de Javier Ambrossi et Javier Calvo, épisode (1.4) La maldición de las Onassis : serveur